# Битва при Геннерсдорфі
Би́тва при Геннерсдо́рфі (нім. Schlacht bei Hennersdorf) — збройна сутичка між військами Пруссії й Австрії, що відбулась 23 листопада 1745 року в Сілезії під час Війни за австрійську спадщину. Прусська армія під проводом Фрідріха II завдала поразки союзним Австрії саксонцям під командуванням принца Карла Александра.

## Перебіг подій
У серпні 1745 року Фрідріх Великий оголосив війну курфюрсту саксонському Августу III, союзнику Марії-Терезії, та зібрав на кордонах Саксонії 18-тисячне військо. Однак, уклавши мирний договір з Англією в Ганновері та покладаючись на близькість загального миру, не починав воєнних дій. Проте Марія-Терезія й Август III не долучились до Ганноверського договору та навіть мали намір зібрати біля Лейпцига 35-тисячну армію й висунути її взимку через Нижню Лужицю до Берліна. 21 листопада 1745 року австрійці вступили до Саксонії та з'єднались із саксонськими військами.
Довідавшись про це, Фрідріх поспішив випередити союзників і, зібравши у Нижній Сілезії близько 25 тисяч вояків, у середині листопада неочікувано перейшов у наступ від Наумбурга.
Саксонські передові війська (армія принца Карла Лотаринзького, яка мала вирушити на Берлін через Верхню Лужицю) зайняли позиції при Геннерсдорфі. 23 листопада кілька полків прусських гусар і кірасирів раптово атакували два батальйони саксонської піхоти та три ескадрони саксонської кінноти. Атака була настільки стрімкою, що саксонців просто повалили, а тих з них, хто намагався чинити опір, цілковито розбили після прибуття прусських підкріплень. Втрати саксонців склали близько 2000 осіб, у тому числі й 1000 полонених. Прусська армія продовжила наступати і зайняла Герліц, де заволоділа великими складами армії Карла Лотаринзького, чим змусили його відступити до Богемії через Циттау та Габель. Після того Фрідріх відрядив генерала Левальда з 10 тисячами війська через Бауцен для загрози Дрездену.